# Stromatopteris
Stromatopteris, monoripski rod papratnica iz porodice Gleicheniaceae, dio reda Gleicheniales; opisan je 1861.
Jedina vrsta je S. moniliformis, endem sa Nove Kaledonije.

## Sinonimi
- Gleichenia moniliformis (Mett.) T.Moore